# Charles Collett

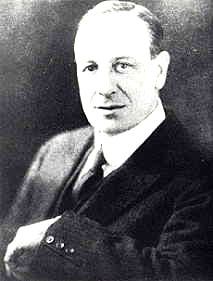
Charles Benjamin Collett

Charles Benjamin Collett OBE (* 10. September 1871 in London, Großbritannien; † 5. April 1952 in Wimbledon) war von 1922 bis 1941 Obermaschineningenieur der Great Western Railway (GWR). Er entwarf unter anderem die erfolgreichen Dampflokomotiven der Castle-Klasse und der King-Klasse.

## Biografie
Charles war der Sohn eines Journalisten und wuchs in der Nähe des Bahnhofs Paddington auf, wo er die Züge der GWR sah. Nach Schule und Studium in London trat er beim Schiffsmaschinenbauer Maudslay, Sons and Field ein, bevor er im Mai 1893 zur GWR wechselte. Im Konstruktionsbüro der Swindon Railway Works nahm er die Stelle eines Technischen Zeichners an. Innerhalb von vier Jahren wurde ihm die Leitung der Gebäudeabteilung übertragen, und ein Jahr später, im Jahre 1898, wurde ihm die Stelle des Assistenten des Oberkonstrukteurs angetragen. Im Juni 1900 wurde er Qualitätsmanager des Swindon Railway Works und wurde einige Monate später zu dessen stellvertretenden Leiter ernannt. Nach zwölf Jahren wurde er Leiter des Werks und führte dieses während sieben Jahren. In der Zeit im Management des Werks entwickelte er eine Vorliebe für die Fertigung, die in Zukunft eine wichtige Rolle im Bau der Great Western Lokomotiven spielen sollte. Die Ernennung zum stellvertretenden Obermaschineningenieur im Mai 1919 ebnete den Weg für ihn, den Nachfolger von George Jackson Churchward zu werden.
Es wurde angenommen, dass Churchward und Collett nicht allzu gut miteinander auskamen, aber das ist schwer zu beweisen. Sicherlich waren die Männer unterschiedliche Persönlichkeiten und tatsächlich waren die beiden Männer verschieden wie Tag und Nacht, aber sie waren trotzdem ein wertvolles Team. Die Standard-Entwürfe von Churchward erfüllten die vorhersehbaren Bedürfnissen der GWR, so dass eigentlich kein Lokomotivkonstrukteur erforderlich war. Ein begabter Mitarbeiter würde die Fertigung auf den Stand des 20. Jahrhunderts bringen wie das Churchward mit den Lokomotivkonstruktionen bereits getan hatte. Collett war mit seiner Ausbildung und Erfahrung die naheliegende Wahl für diese Aufgabe.

### Obermaschineningenieur
Im Januar 1922 übernahm Charles Collett die Position des Obermaschineningenieur. Es war nicht einfach, einem Mann mit dem Charisma von Churchward zu folgen, aber seine Haltung war milder als die seines Vorgängers, und er war viel weniger dominierend, obwohl er immer noch auf qualitativ hochwertige Arbeit bestand.

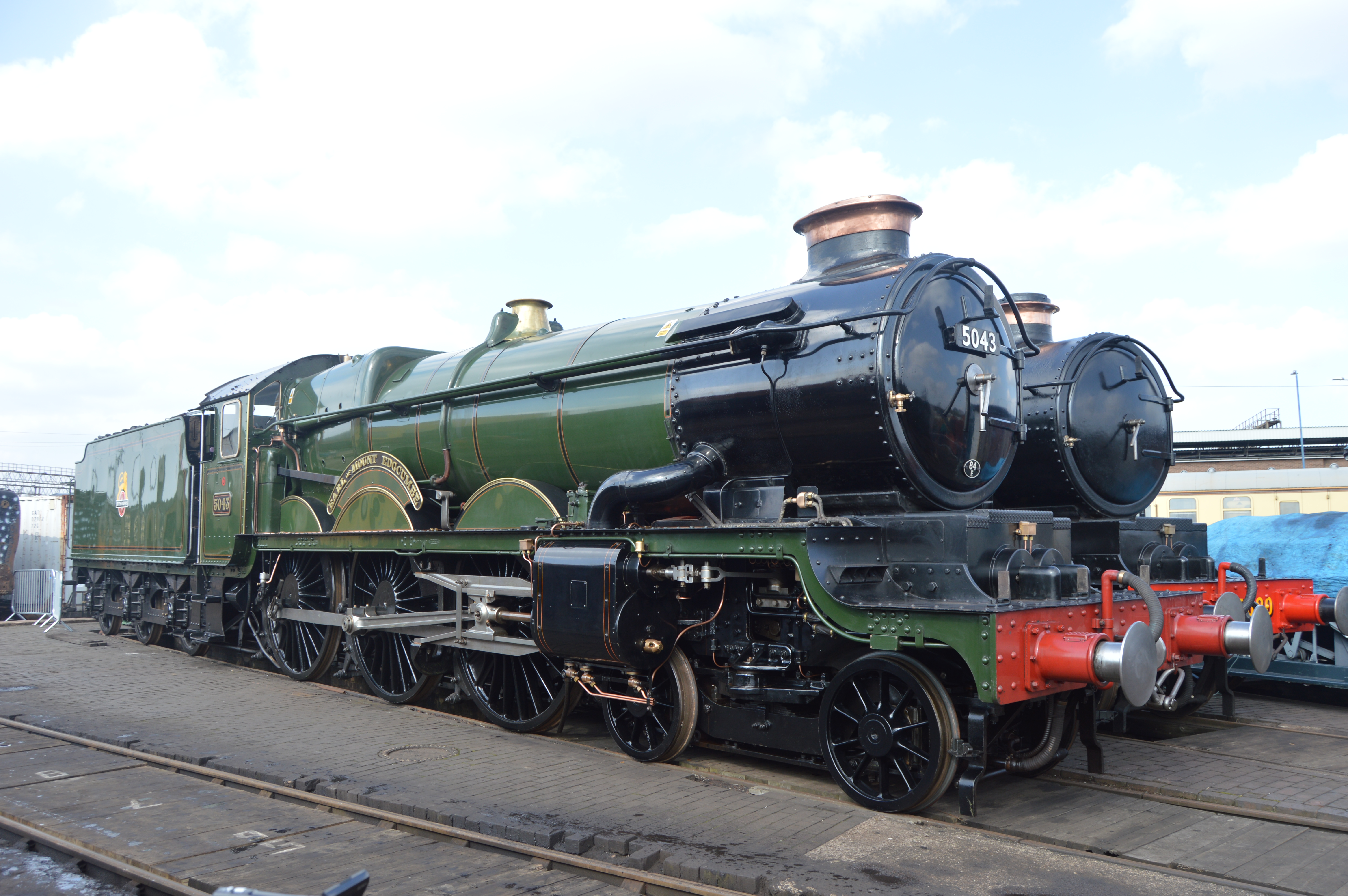
Lokomotive Earl of Mount Edgcumbe der Castle-Klasse

Eine seiner ersten Aufgaben war die Entwicklung einer Lokomotive größerer Leistung für den Einsatz auf den Great Western Main Line. Er überarbeitete den von Churchward stammenden, erfolgreichen Entwurf der Star-Klasse und ging dabei bis an die Grenze der zulässigen Achslast der Strecke, die 19,8 t betrug. Er verlängerte den Rahmen der Lok und setzte einen größeren leistungsfähigeren, aber leichteren Kessel darauf, der es wiederum ermöglichte, größere Zylinder zu verwenden. Die neu entstandene Baureihe wurde Castle-Klasse genannt und galt als leistungsfähigste Schnellzuglokomotive Großbritanniens in ihrer Zeit. Die Hauptverwaltung in Paddington freute sich über den gelungenen Entwurf und verwertete den Erfolg als im Jahre 1924 die Lokomotive mit dem Namen Caerphilly Castle an der British Empire Exhibition zusammen mit der von Nigel Gresley entworfenen LNER-Lokomotive Flying Scotsman 1924 gezeigt wurde.

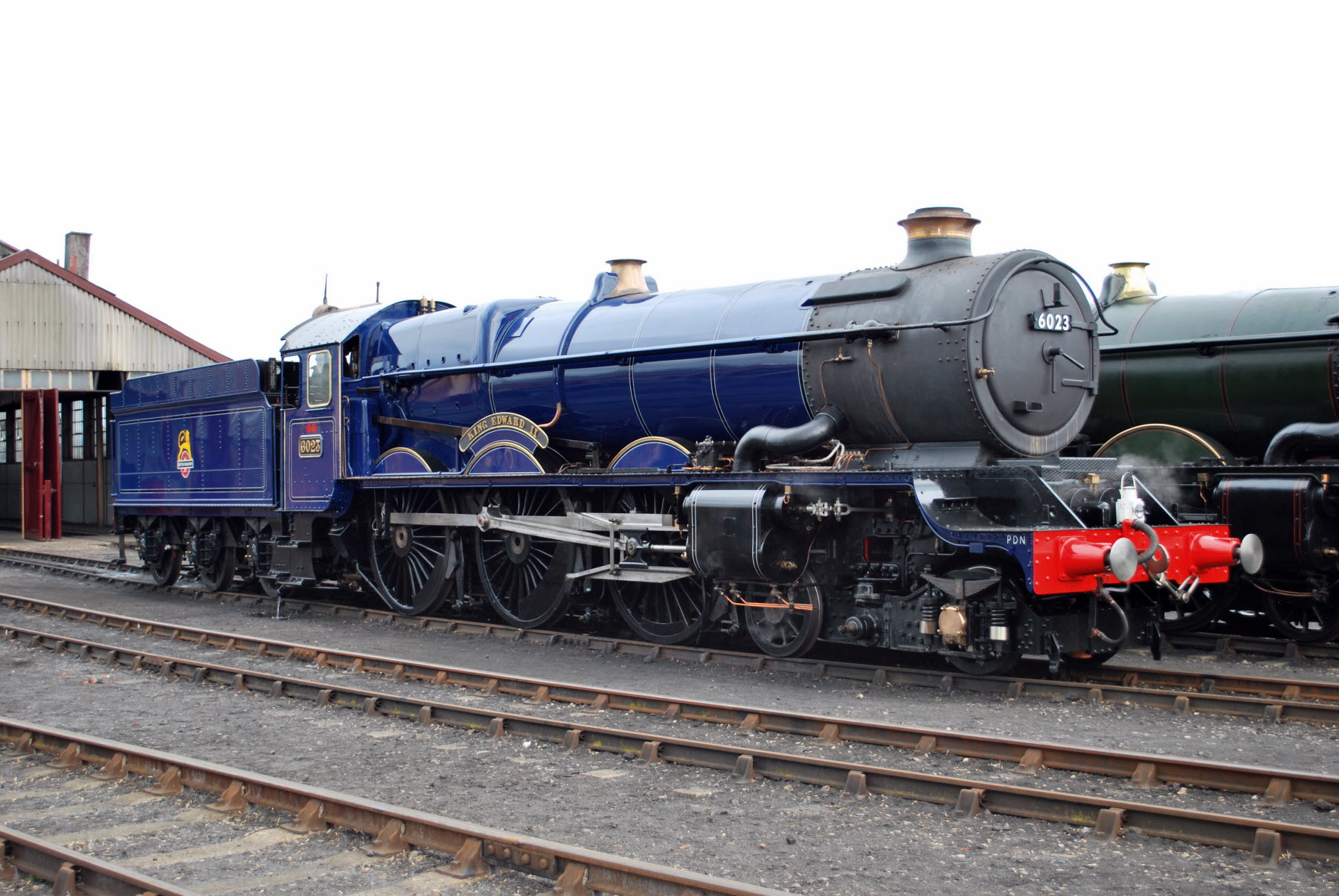
Lokomotive King Edward II der King-Klasse

Collett gelang es die Befürchtungen, dass die Brücken schwere Lokomotiven nicht tragen könnten, zu zerstreuen, sodass er die King-Klasse für 22,8 t Achslast bauen konnte. Die erste Lokomotive der neuen Baureihe musste unter Zeitdruck fertiggestellt werden, da die GWR die Ehre erhielt, die Lokomotive als Vertreterin des britischen Lokomotivbaus im September 1927 an der Ausstellung zum hundertjährigen Jubiläum der Baltimore and Ohio Railroad in Maryland in den USA zu zeigen.
Weitere Baureihen von Collett waren die Manor-Klasse, die Hall-Klasse und die Grange-Klasse.
An Colletts Arbeit wurde manchmal kritisiert, dass seine Baureihen keine eigenständigen Entwürfe gewesen seien, sondern nur Erweiterungen der von Churchward entwickelten Entwürfe. Das ist in einigen Fällen richtig, aber die Standardserie hatten die in sie gesteckten Erwartungen während fünfzehn oder zwanzig Jahre erfüllt. Die Errungenschaft von Collett war vor allem Detailverbesserungen an den Baureihen und Verbesserung der Fertigung, sodass die Lokomotiven kostengünstiger und genauer gebaut werden konnten.

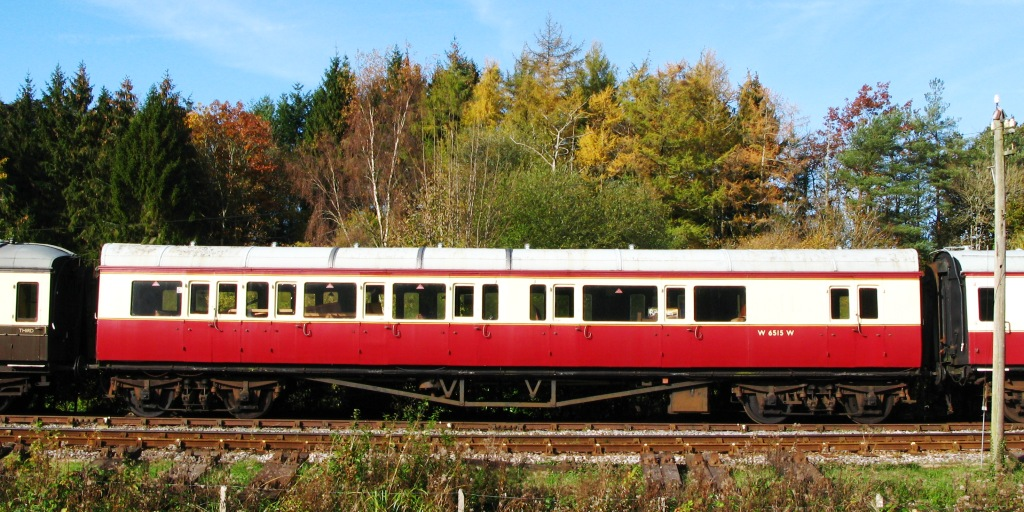
Von Collett entwickelter Personenwagen

Im Bereich der Personenwagen standardisierte Collett die Drehgestelle. Beim Antritt der Stelle als Obermaschineningenieur verwendete GWR sieben verschiedene Drehgestellbauarten. Vor dem Entwurf eines Einheitsdrehgestells ließ Collett einen Versuchszug zusammenstellen, mit dem die Fahreigenschaften der bestehenden Drehgestelle überprüft werden konnte. Jeder Personenwagen des Zuges erhielt ein anderes Paar Drehgestelle. In den WC-Tank jedes Wagens wurde Kalkfarbe eines anderen Farbtons eingefüllt. Während der Versuchsfahrt fuhr pro Wagen ein Beobachter mit, der bei jedem verspürten Ruck Kalkfarbe in den Schotter sprühte, sodass später anhand der Farben im Schotter beurteilt werden konnte, wie das Fahrverhalten der Drehgestelle war.
Collett war 20 Jahre lang Obermaschineningenieur und zog sich kurz vor dem 70. Geburtstag in den Ruhestand zurück, wobei er seinen Wohnsitz von Swindon zurück nach Wimbledon in London verlegte.

### Tätigkeiten außerhalb des Lokomotivbaus
Im Gegensatz zu seinen Vorgängern interessierte sich Collett kaum für Angelegenheiten der Stadt, sein einziger öffentlicher Posten war von 1921 bis 1928 der eines Laienrichters. Während des Ersten Weltkriegs bemühte sich Collett, in den Swindon Railway Works Munition herzustellen, wofür er die Auszeichnung eines Offiziers des Orders of the British Empire (OBE) erhielt. Er war aber enttäuscht vom Verhalten des Arbeitsministeriums gegenüber dem Werk, weshalb er im Zweiten Weltkrieg lange zögerte, Aufträge für die Herstellung von Munition anzunehmen.